# Zaharivka
Zaharivka (în ucraineană Захарівка, în trecut Zaharievca) este așezarea de tip urban de reședință a raionului Rozdilna din regiunea Odesa, Ucraina. A purtat în perioada 1927-2006 numele Frunzivka (în română Frunze).

## Istoric
Localitatea, așezată pe malurile râului Cuciurgan, s-a numit anterior Zaharievca. În anul 1927 se trece la denumirea actuală, ca un omagiu adus conducatorului sovietic Mihail Frunze, al cărui tată provenea dintr-o familie moldovenească și era originar din această localitate.
Conform recensământului sovietic din anul 1939, populația localității era de 3.808 locuitori, dintre care 361 (9.48%) moldoveni (români), 2.806 (73.69%) ucrainieni, 520 (13.66%) evrei și 76 (2%) ruși.

## Demografie
Componența lingvistică a așezării de tip urban Zaharivka
     Ucraineană (92,43%)
     Rusă (5,38%)
     Română (1,33%)
     Alte limbi (0,26%)
Conform recensământului din 2001, majoritatea populației așezării de tip urban Zaharivka era vorbitoare de ucraineană (92,43%), existând în minoritate și vorbitori de rusă (5,38%) și română (1,33%).